# Kalaskokerska

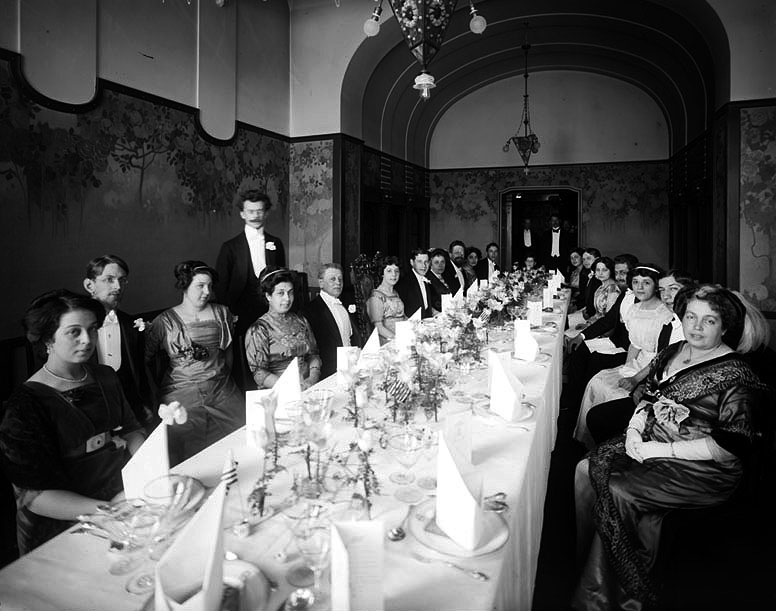
En kalaskokerska står kanske i kulissen? - middag hos Bonniers 1910.

En kalaskokerska, eller kokfru, var en kvinna som har som huvud- eller bisysselsättning att laga mat på beställning till större kalas och middagar. Detta var ett inte helt ovanligt kvinnoyrke i Sverige fram till senare delen av 1900-talet. 
Dagens motsvarighet till kalaskokerskan kallas ”catering”, ett ord inlånat från engelskan. Kokerska är den kvinnliga motsvarigheten till yrkestiteln kock, men med ökad jämställdhet har ordet i stort sett fallit ur bruk, då även kvinnor med detta yrke numera kallas kock.

## Kalaskokerskans arbete
En kalaskokerska var en självständig ”entreprenör” som på beställning lagade mat till bjudningar och fester i hyrd lokal eller i kundens hem. Hon var en kvinna som var känd och uppskattad i bygden eller staden för sin kokkonst. 
Kalaskokerskan gjorde upp menyn tillsammans med beställaren och var i de flesta fall den som ansvarade för matinköpen. Hon hade i regel en egen uppsättning köksattiraljer och redskap med sig till den lokal där middagen skulle tillagas. Vanligtvis stod hon endast för matlagningen men hon kunde ibland även tillhandahålla serveringspersonal.
Kalaskokerskan var oftast en mogen kvinna som började driva sin verksamhet på allvar först när barnen blivit vuxna. En del var änkor eller ogifta. Gemensamt för flertalet av dem var att de börjat ta uppdrag som kalaskokerskor därför att det gav dem en mer eller mindre nödvändig inkomst. Många hade arbetat som pigor när de var yngre och kom från mindre bemedlade familjer.
Ett exempel på en kvinna som var piga som ung och tog arbete som  kalaskokerska (och även jordemor) när hon blev änka är Sara Tjernqvist  kallad  "Löt-Sara" (1827-1924). Hon kom från Långsjönäset i Jämtland och levde ett långt liv med hårt arbete och  umbäranden. Se not .

## Kända kokerskor
En av Sveriges mest kända kokerskor, Cajsa Warg (1703–1769), var egentligen ingen kalaskokerska, hon var fast anställd i privata hushåll, men hon bör ändå nämnas som en föregångare bland kvinnliga kökskonstnärer. Den betydelse som hennes kokbok från 1755, Hjelpreda I Hushållningen För Unga Fruentimber, har haft kan inte överskattas.
En äkta kalaskokerska var däremot Anna-Maria Zetterstrand (1763–1844). Hon anlitades till bjudningar och fester samt hade en matbutik. Hennes receptsamling gavs ut av dottern Sofia Maria 1863 med titeln Kok- och Hushålls-bok, grundad på 80-årig öfning och erfarenhet i kokkonsten och hushållningen.
Hanna Lindmark (1860-1941), grundaren av Margaretaskolorna, omnämns ibland som den som började med "catering" i Sverige. Hon sålde färdiglagad mat och arrangerade måltider till fester.